# 59970 Morate
59970 Morate è un asteroide della fascia principale. Scoperto nel 1999, presenta un'orbita caratterizzata da un semiasse maggiore pari a 2,4006167 au e da un'eccentricità di 0,2081696, inclinata di 2,30366° rispetto all'eclittica.